# De slapers
De slapers is een schilderij van de Vlaamse kunstschilder Gustave Van de Woestyne. Van de Woestyne voerde het uit in olieverf op doek. Het schilderij uit 1918 behoort tot de collectie van het Koninklijk Museum voor Schone Kunsten Antwerpen en is een van de topstukken binnen het oeuvre van de kunstenaar.

## Beschrijving
In Littlehampton schilderde Van de Woestyne De slapers. Het schilderij toont een jongeman die tevergeefs slapende boeren, die hun kudde verwaarlozen, probeert te wekken. Op de achterzijde van het doek verklaren twee bijbelverzen uit het Mattheusevangelie de voorstelling.
Zoals Pieter Bruegel I bijbelse verhalen naar het zestiende-eeuwse Vlaanderen vertaalt, brengt Gustave Van De Woestyne het verhaal van Jezus en zijn leerlingen in Getsemane in relatie met de eigen tijd. Zijn slapende boeren sluiten de ogen voor het oorlogsgeweld.